# Папирнати авион
Папирнати авион или авион од папира је врста играчке направљене од папира која својим изгледом подсећа на авион и може летети кроз ваздух одређени временски период. Сматра се да су се први папирнати авиони појавили у древној Кини.